# Hans Canon ml.
Hans Canon ml., také Canon Straschiripka ml.  (17. dubna 1883 Vídeň - 15. října 1960 Esslingen am Neckar) byl německo-český malíř, přírodovědec a muzeolog.

## Život
Hans Canon se narodil ve Vídni v rodině slavného rakouského malíře Johanna von Straschiripky (také Hans Canon Straschiripka st.). V roce 1889 se po otcově smrti odstěhoval s matkou do Jihlavy. Zde absolvoval základní vzdělání a následně vystudoval námořní akademii v Rijece. Po čtyřleté službě odešel do civilu a v letech 1905-1908 studoval na pražské malířské akademii u prof. Hanuše Schwaigra, kde byl veden pod jménem Canon Straschiripka. Po absolutoriu na pražské akademii pokračoval v letech 1909-1914 ve studiu na malířské akademii v Karlsruhe u prof. Wilhelma Trübnera. Po první světové válce žil v Jihlavě a kromě malování se věnoval stále více zkoumání přírody. V roce 1928 se stal kustodem Městského muzea v Jihlavě, kde pracoval až do 1935. V roce 1936 se vzdal funkce a věnoval se již jen vědecké práci. V roce 1939 byl však opět jmenován kustodem a v roce 1943 ředitelem jihlavského muzea. V roce 1945 byl odsunut do Německa, kde v roce 1960 v Esslingenu zemřel.